# Leon Valckenaere
Léon Jules Marie Valckenaere (Brugge, 2 augustus 1853 – Brussel, 1948) was een Belgisch realistisch kunstschilder en illustrator.

## Leven en werk
Hij was zoon van Virginie Marie Brigitte Van Imschoot en handelaar Jules Jean Marie Valckenaere. Valckenaere stamde uit een gegoed milieu en schilderde eerder uit liefhebberij dan als broodwinning. Hij schilderde voornamelijk havengezichten en visserstaferelen maar ook landschappen en stadsgezichten. Hij werkte veel aan de Vlaamse kust en langs de Schelde maar reisde ook in Nederland, Frankrijk, Italië, Spanje, Groot-Brittannië, Zweden, Denemarken en IJsland. Zijn reisimpressies legde hij met potlood in schetsboeken vast.
Hij verzorgde o.a. de illustraties van Pieter D’Hondts La navigation à travers les âges.
Hij nam deel aan tal van kunsttentoonstellingen van levende kunstenaars (“salons”) en stelde af en toe individueel tentoon.

## Openbare collecties
- Museum voor Schone Kunsten Oostende